# Vivendi
Vivendi SE er et fransk mediekonglomerat med hovedsæde i Paris. Virksomheden ejer bl.a verdens største pladeselskab mm Universal Music Group og Groupe Canal+ og har aktiviteter indenfor musik, fjernsyn, film, forlagsvirksomhed, kommunikation, billetsystemer med mere. Hovedaktionær i Vivendi er Bolloré-gruppen, der ejer 30% af selskabet.

## Histore

### Oprindelse
Den 14. december 1853 udstedte Napoleon 3. et dekret om grundlæggelsen af et vandforsyningsselskab, Compagnie Générale des Eaux (CGE).  Selskabet leverede vand i Lyon og senere i Paris og flere andre franske byer samt i Konstantinopel, Venedig og Porto. I mere end hundrede år var selskabets aktiviteter knyttet til vandforsyning.
Fra 1976 og frem foretog selskabet en række opkøb af virksomheder indenfor andre sektorer, bl.a. affaldshåndtering, energi og transport (bl.a Veolia).
I 1983 var CGE involveret i etableringen af Canal+, den første betalings-TV tjeneste i Frankrig og i 90’erne gik CGE ind i telekommunikation og massemedier.

### Etablering af "Vivendi"
Compagnie Générale des Eaux skiftede i 1997 navn til Vivendi og frasolgte sine ejendoms- og byggeaktiviteter til et nyt selskab, Vinci SA. Vivendi koncentrerede sig herefter om særlig tv, telekommunikation m.m. I juni 1999 fusionerede Vivendi med Pathé og overtog Pathés tv- og telekommunikationsaktiviteter og solgte resten fra til et nyt selvstændigt Pathé.
I 2000 spaltede Vivendi sine mange forskellige aktiviteter ud i to selvstændige selskaber, Vivendi Universal og Vivendi Environnement (Veolia). Den 8. januar 2001 blev Vivendi Universal SA dannet ved en sammenlægning af Vivendis Canal+ netværk og det indkøbte Seagram Company Ltd, der var ejer af Universal Studios.

### Økonomiske tab i 2002 og frasalg
Den hastige vækst og den økonomiske vanskeligheder for bl.a. IT-virksomheder i årene efter årtusindeskiftet medførte, at Vivendi Universal i dets årsrapport for 2002 måtte rapportere et tab på 23,3 milliarder euro (ca. 173 mia. DKK). Det enorme tab medførte en større omstrukturering af virksomheden og senere en betalingsstandsning og frasalg af virksomheder.

### Ny ekspansion
Vivendi fik sin nuværende form i april 2006 med frasalget af Vivendi Universal til General Electrics NBC, hvorved NBC Universal blev etableret. Vivendi tog i den forbindelse navnet Vivendi.
Selskabet har siden koncentreret aktiviteterne om medier, og indhold (“content”) og telecom og har opkøbt en række virksomheder inden for disse områder.

## Vigtigste forretningsområder i dag
Selskabets vigtigste forretningsenheder i dag er tv-selskabet Groupe Canal+, musikselskabet Universal Music Group, bogforlaget Editis, kommunikationsvirksomheden Havas Group, videospilvirksomheden Gameloft, og videotjenesten Dailymotion.